# كاتي فورد (شاعرة)
كاتي فورد (بالإنجليزية: Katie Ford)‏ (1975)؛ كاتِبة وشاعرة أمريكية.